# Battle Metal
Battle Metal är det finska folk-/viking metalbandet Turisas första album. Det släpptes den 26 juli 2004.

## Spårlista
1. "Victoriae & Triumphi Dominus" – 1:27
2. "As Torches Rise" – 4:51
3. "Battle Metal" – 4:23
4. "The Land of Hope and Glory" – 6:22
5. "The Messenger" – 4:42
6. "One More" – 6:50
7. "Midnight Sunrise" – 8:15
8. "Among Ancestors" – 5:16
9. "Sahti-Waari" – 2:28
10. "Prologue for R.R.R." – 3:09
11. "Rexi Regi Rebellis" – 7:10
12. "Katuman Kaiku" – 2:22